# Begoña

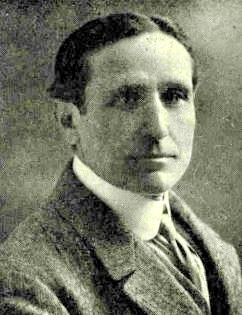
Pompeu Fabra (1918)

Ubicació de Begoña

Escut de l'antic elizate de Begoña.

Begoña és un antic elizate que actualment conforma un districte de Bilbao. Té una superfície de 17,70 kilòmetres quadrats i una població de 43.715 habitants (2008). Limita al nord amb els barris de Txurdinaga i Zurbaran, a l'oest i sud amb el districte d'Ibaiondo, i a l'est amb Etxebarri i Basauri. Comprèn els barris de Begoña, Bolueta i Santutxu.

## Història
El 1300 es va fundar la vila de Bilbao en una porció de terra al costat del Nervión-Ibaizabal que fins llavors havia pertangut a Begoña. Bilbao va créixer en població, poder econòmic i polític i, en 1925, va acabar annexionant l'elizate de Begoña.
El nom pot provenir del llatí Vecunia, nom que originalment se li va atorgar al poblat o assentament situat sobre un turó que domina la llera de la ria del Nervión. Altres fonts asseguren que el nom procedeix del biscaí, la qual cosa no està renyida amb el fet que els orígens del nom llatí estiguessin vinculats a una denominació autòctona similar prèvia a l'arribada dels romans. Segons la tradició local, el terme Begoña prové d'una anècdota. Sembla que la imatge de la Verge va ser trobada a la zona enterrada, d'aquí vindria el nom: Bego (sota) + Oña (peu).
El seu principal senyal d'identitat és la Basílica de Nostra Senyora de Begoña, patrona de Biscaia, i que dona origen al nom propi femení "Begoña".

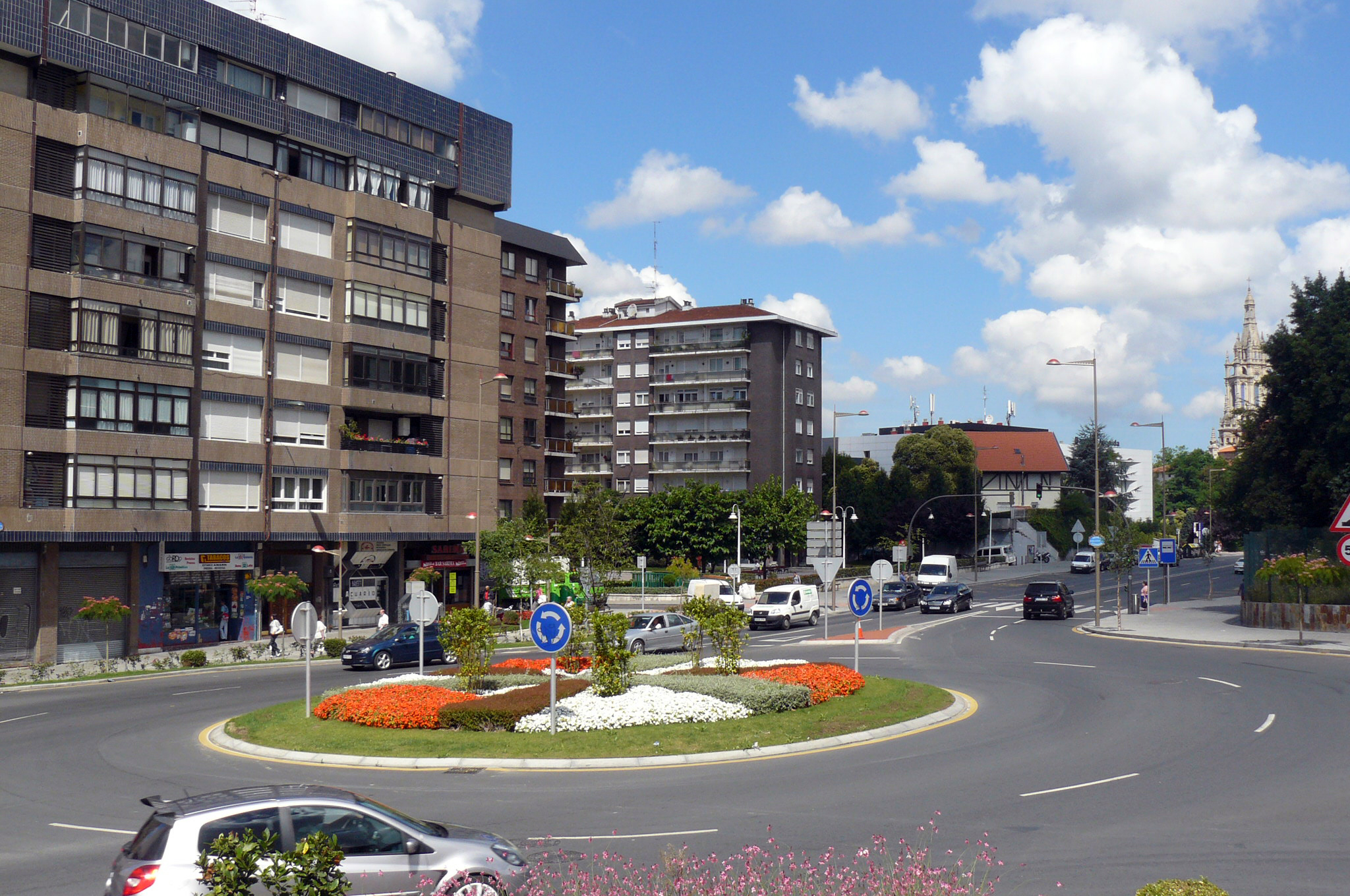
Rotonda a l'Avinguda Zumalacárregui. A la dreta es veu el campanar de la Basílica

La Basílica de Begoña és gran centre de devoció de molts biscaïns, i bilbaïns en particular. Va ser utilitzada per aquests últims com lloc avançat d'observació i baluard en els diferents setges als que Bilbao es va veure sotmesa en la  primera i segona guerres carlines, sent punt de partida de la bala que va posar fi a la vida del general setjador Tomás de Zumalacárregui en el primer assalt carlí a la vila. En ambdues guerres la Basílica va ser força bombardejada, causant greus desperfectes a la seva torre i teulades, però a causa del gruix i robustesa de les seves parets de pedra mai va ser presa pels soldats setjadors en cap dels setges.
La festivitat de Begoña se celebra els dies 15 d'agost (Mare de Déu) i principalment l'11 d'octubre, coincidint amb la declaració canònica de la Verge de Begoña com a patrona de Biscaia per part del papa Pius X el 1903.

### Pompeu Fabra havia viscut a Begoña
El 1902 Pompeu Fabra guanyà per oposició la càtedra de química de l'Escola d'Enginyers de Bilbao. El 5 de setembre de 1902 es casava amb Dolors Mestre a l'església de Sant Vicenç de Sarrià, poc abans que comencés el curs. La parella es va quedar a viure a Begoña i Bilbao durant 10 anys i hi van tenir tres filles: Carola (Bilbao, 1904-1998), Teresa (Bilbao, 1908-1948) i Dolors (Bilbao, 1912-1993). Malgrat l'allunyament del país, durant aquells anys intensificà la seva dedicació a la filologia. El 1912, després de ser catedràtic de la Universitat de Bilbao, va decidir abandonar el seu lloc de treball i tornar a Catalunya a dedicar-se a la tasca lingüística que, d'altra banda, no havia deixat mai tot i ser al País Basc. La família Fabra no es va instal·lar a Barcelona, sinó a Badalona. Les raons de la decisió de Fabra fou a causa de la seva filla mitjana, Teresa, tenia la salut delicada i els metges els havien recomanat aires i abundants banys de mar. La ciutat de Badalona, situada ben bé a la costa, li oferia aquesta proximitat al mar i una bona comunicació amb les seves feines a la universitat a i l'Institut d'Estudis Catalans. A més, des que havia viscut a Begoña, Fabra li agradava viure a ciutats més petites, lluny de les grans aglomeracions de les capitals.
La seva adreça era "Santa Clara, 6, 1r pis, (G.U.)". Però el carrer Sant Clara de Begoña d'aquella època no era l'actual carrer Sant Clara de Bilbao. El carrer Sant Clara de la República de Begoña es va convertir en continuació del carrer Zabalbide quan Bilbao va annexionar a Begoña. Els terrenys de Begoña començaven en l'inici del carrer Santutxu (prop d'un frontó) i aquí començava també el carrer Sant Clara, avui continuació del carrer Zabalbide. La casa de Pompeu Fabra es trobava en l'actualitat enfront de la sortida de Metre Zabalbide.
| «                       | Begoña es un poblet dalt d'un turó que al cim planeja. Ara ja si pot amar en tramvia, però aquell època calia pujar uns escales que no s'acabaven mai, o bé prendre un camí costerut que serpejava entre vinyes, les vinyes d'on surt el txakolí. A mi, Begoña, més que un poble, em feia l'efecte d'un santuari. I ho és, realment. Les cases escampades, una ací, l'altra allà, enmig del paisatge pintoresc, tien molt d'encis.De dalt del turò es veia Bilbao i la via del tren entre fums i boires | » |
| — Artur Bladé Desumvila | |   |

## Transport

### Metro de Bilbao
Les següents estacions de les línies i de Metro passen per Begoña:
- Zazpikaleak (només sortida Begoña)
- Santutxu
- Basarrate
- Estació de Bolueta

### EuskoTren
L'estació de Bolueta de les Línies 1, 1D i 3 d'EuskoTren es troba al Districte de Begoña.

### Bilbobus
Línies per Begoña:
| Línia | Recorregut                  | Freqüència (minuts) |
| ----- | --------------------------- | ------------------- |
| 03    | Otxarkoaga - Plaza Circular | 10´                 |
| 13    | San Inazio - Txurdínaga     | 12´                 |
| 27    | Arabella - Betolaza         | 15´                 |
| 30    | Txurdinaga - Miribilla      | 15´                 |
| 38    | Otxarkoaga - Termibús       | 15´                 |
| 40    | Santutxu - Plaza Circular   | 12´                 |
| 48    | Santutxu - Hospital         | 15´                 |
| 62    | Termibús - Arabella         | 20´                 |
| A1    | Asunción - Plaza Circular   | 60'                 |
| G2    | Otxarkoaga - Plaza Circular | 30'                 |

## Eleccions municipals 2011
Els resultats de les eleccions municipals de 2011 a l'alcaldia de Bilbao al barri de Begoña foren:
1. EAJ-PNV: 9.087 vots.
2. PSE-EE: 3.362 vots.
3. PP: 3.219 vots.
4. BILDU: 3.217 vots.
5. ARALAR: 367 vots.